# Siliguri
Siliguri (beng. শিলিগুড়ি) – miasto w Indiach w Zachodnim Bengalu. W 2001 roku liczyło ok. 470 tys. mieszkańców. Położone w wąskim korytarzu łączącym główną część Indii z północno-wschodnimi stanami miasto jest ważnym węzłem komunikacyjnym.

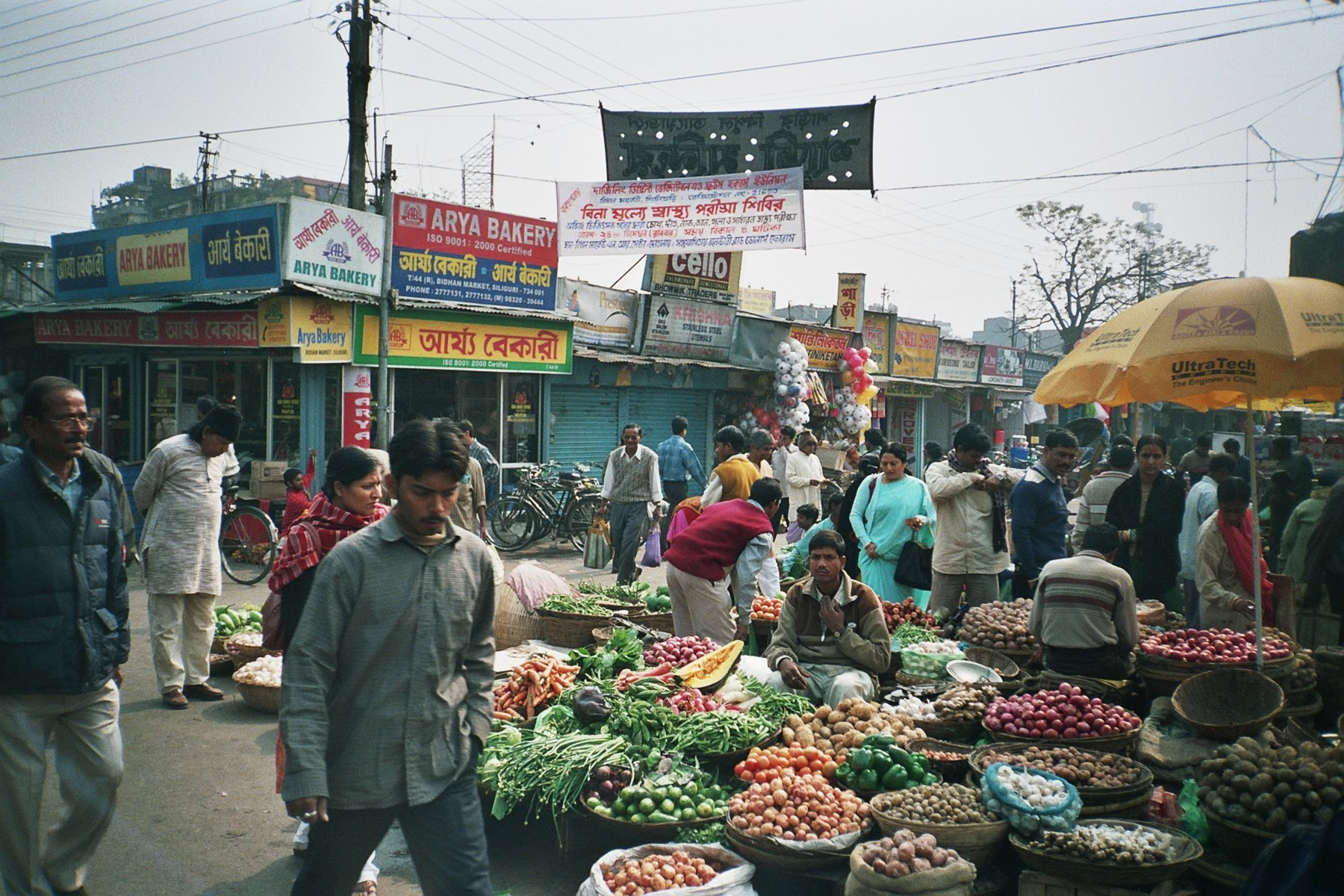
Bazar w Siliguri